# Mainvillers
Mainvillers (deutsch Maiweiler, lothringisch Maiwilla) ist eine französische Gemeinde mit 322 Einwohnern (Stand 1. Januar 2022) im Département Moselle in der Region Grand Est (bis 2015 Lothringen).
Der Ort liegt auf deutscher Seite der ehemaligen deutsch-französischen Sprachgrenze, worauf Touristen
auf dem Ortseingangsschild offiziell hingewiesen werden: „1er village de langue Francique“ („erstes Dorf mit lothringischer Mundart“).

## Geographie
Die Gemeinde liegt in Lothringen, etwa 35 Kilometer ostsüdöstlich von Metz, zwanzig Kilometer südsüdöstlich von Boulay-Moselle (Bolchen)  und fünf Kilometer südwestlich von Faulquemont (Falkenberg) an der Straße von Pont-à-Mousson nach Saint-Avold (Sankt Avold).
Zur Gemeinde gehört der Wohnplatz Bruchmühle nördlich des Dorfkerns.

## Geschichte
Der Ort wurde 1121 erstmals als Manvilre erwähnt. Die Ortschaft liegt nördlich der alten Römerstraße von Metz nach Straßburg und gehörte früher zum Herzogtum Lothringen im Heiligen Römischen Reich. 1766 wurde der Ort von Frankreich annektiert. 
Durch den Frankfurter Frieden vom 10. Mai 1871 kam das Gebiet an das deutsche Reichsland Elsaß-Lothringen, und das Dorf wurde dem Kreis Bolchen im Bezirk Lothringen zugeordnet. Die Dorfbewohner betrieben Getreidebau und Viehzucht.
Nach dem Ersten Weltkrieg musste die Region aufgrund der Bestimmungen des Versailler Vertrags 1919 an Frankreich abgetreten werden. Im Zweiten Weltkrieg war die Region von der deutschen Wehrmacht besetzt, und der Ort stand bis 1944 unter deutscher Verwaltung.

### Bevölkerungsentwicklung
| Jahr      | 1962 | 1968 | 1975 | 1982 | 1990 | 1999 | 2007 | 2019 |
| Einwohner | 213  | 197  | 187  | 230  | 238  | 278  | 273  | 330  |

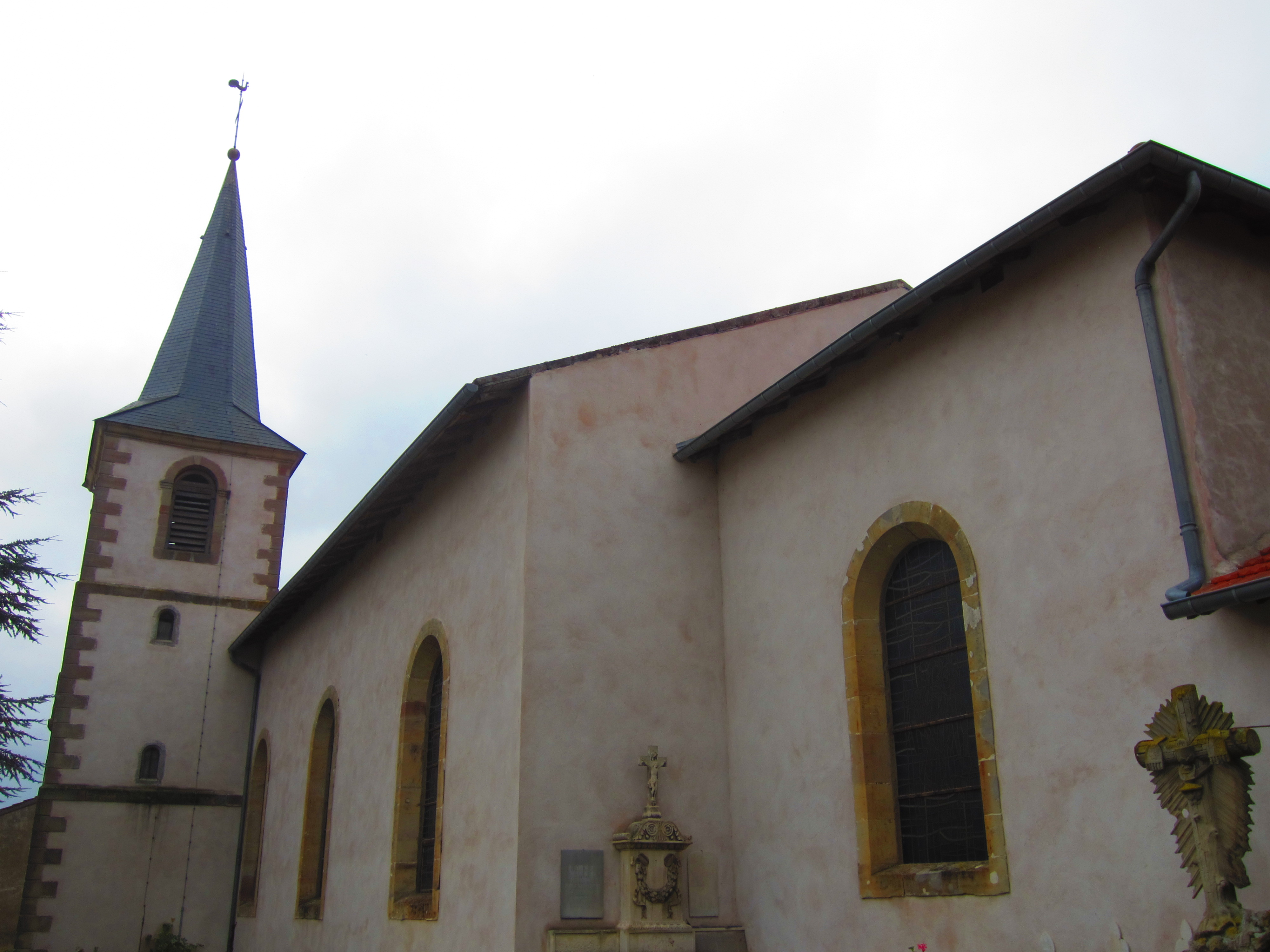
Kirche St. Laurent
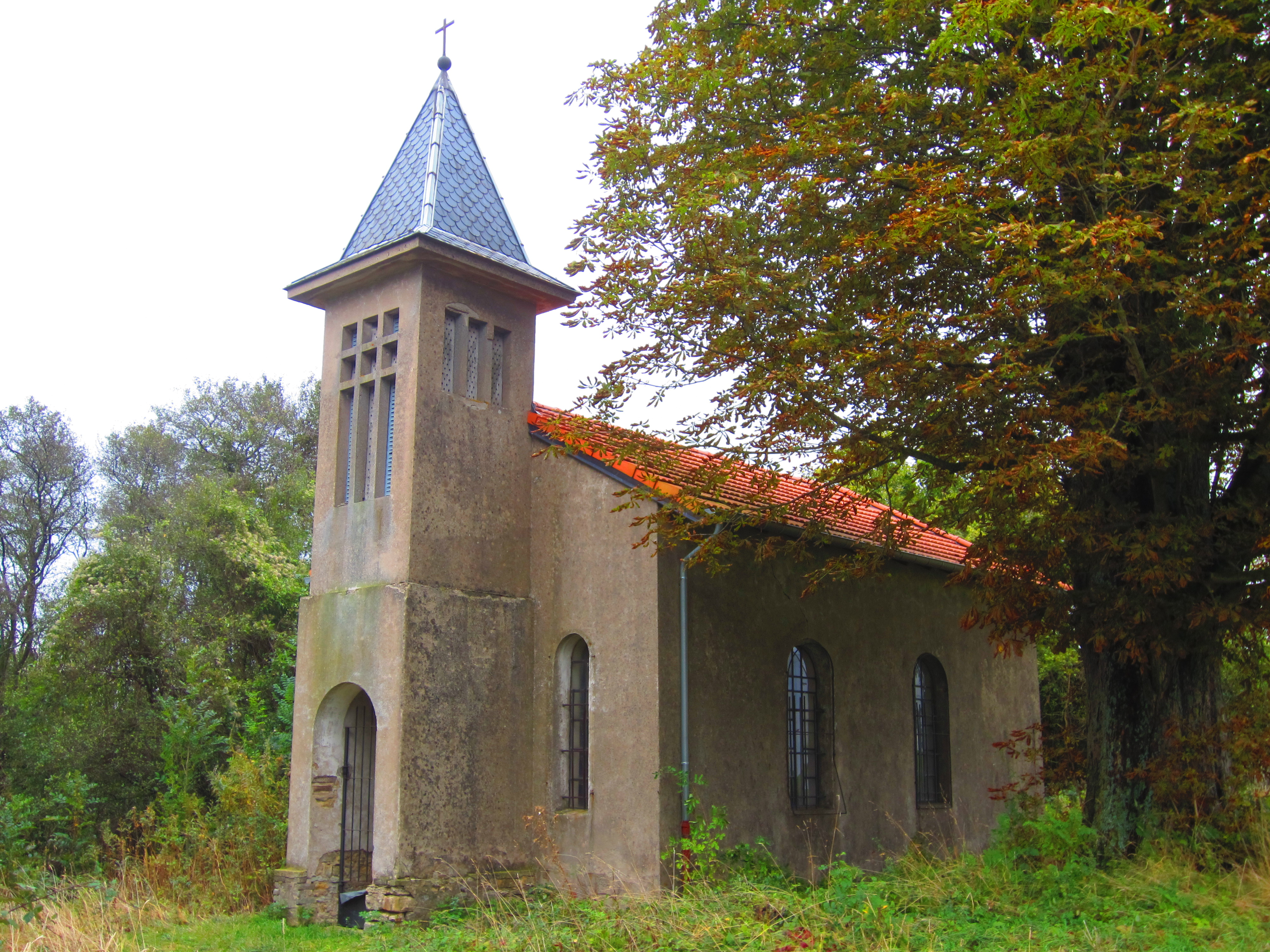
Kapelle Visitation de Wipperchen
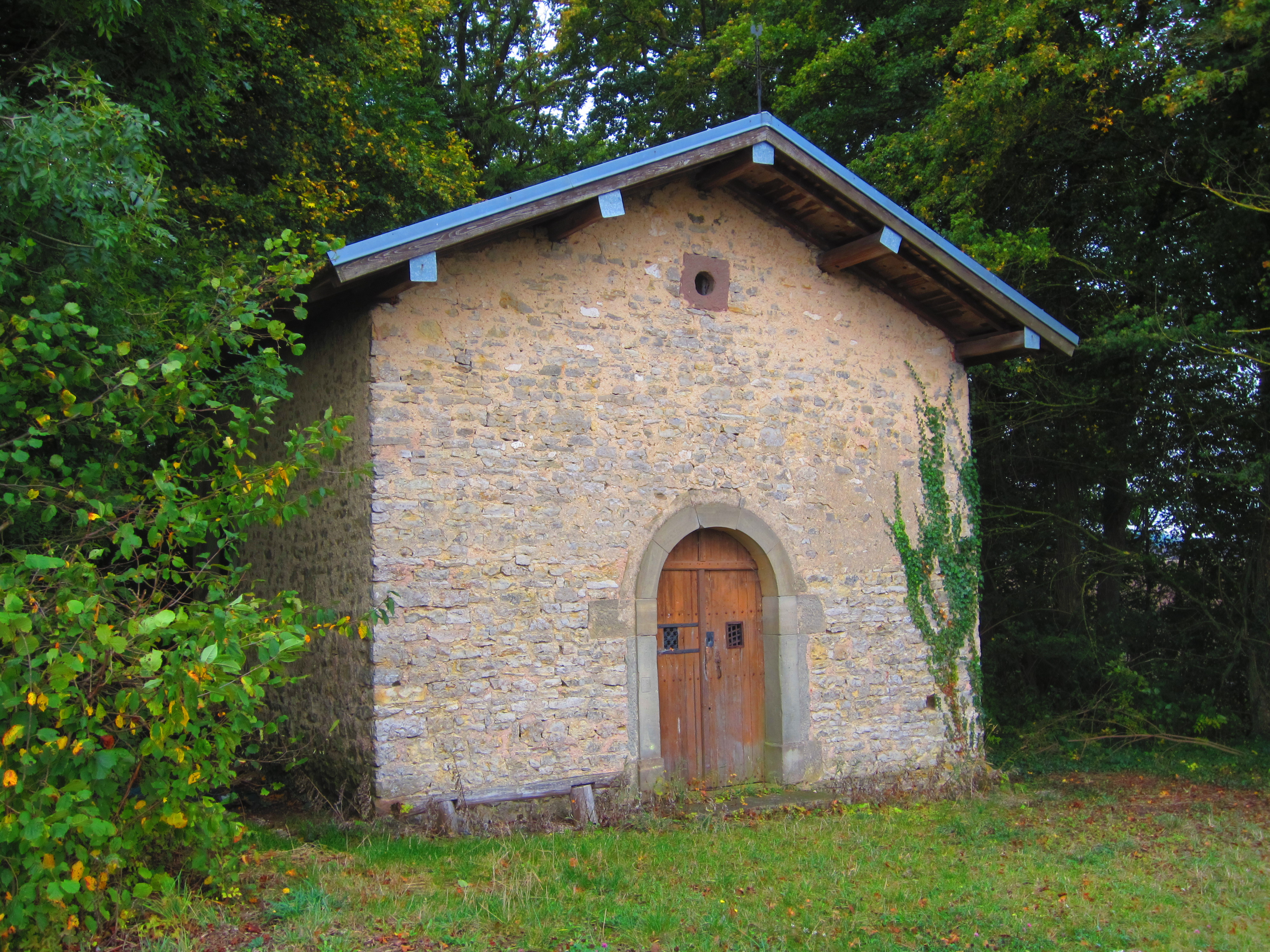
Kapelle Notre-Dame-des-Sept-Douleurs